# Superliga ukraińska w piłce siatkowej mężczyzn (2024/2025)
Superliga ukraińska w piłce siatkowej mężczyzn 2024/2025 − 34. sezon mistrzostw Ukrainy w piłce siatkowej zorganizowany przez Ukraiński Związek Piłki Siatkowej (ukr. Федерація волейболу України, ФВУ). Rozpoczął się 27 września 2024 roku i trwał do 13 kwietnia 2025 roku. Profesjonalna Liga Piłki Siatkowej Ukrainy, która odpowiadała za organizację rozgrywek w dwóch poprzednich sezonach, przestała funkcjonować.
W Superlidze w sezonie 2024/2025 uczestniczyło 8 drużyn. Po zakończeniu sezonu 2023/2024 swoją działalność zakończyły kluby: Prometej Dnipro, Jurydyczna akademіja Charków oraz Bukowyna Czerniowce. Do najwyższej klasy rozgrywkowej dołączyły natomiast: mistrz wyższej ligi Podilla Chmielnicki oraz młodzieżowy zespół Epicentru i reprezentacji Ukrainy do lat 20.
Rozgrywki składały się z fazy zasadniczej, fazy play-off oraz meczów o miejsca 5-8.
Po raz drugi mistrzem Ukrainy został Epicentr-Podolany Horodok, który w finałach fazy play-off pokonał Żytyczi-Polissia Żytomierz. Trzecie miejsce zajął młodzieżowy zespół Epicentru i reprezentacji Ukrainy U-20. Najlepszym zawodnikiem (MVP) sezonu został wybrany Dmytro Janczuk.

## System rozgrywek
Superliga ukraińska w sezonie 2024/2025 składała się z fazy zasadniczej, fazy play-off oraz meczów o miejsca 5-8.

### Faza zasadnicza
W fazie zasadniczej drużyny rozegrały ze sobą po dwa mecze systemem kołowym. Dwa najlepsze zespoły awansowały bezpośrednio do półfinałów fazy play-off, te z miejsc 3-6 rywalizowały w ćwierćfinałach, natomiast drużyny, które zajęły miejsca 7-8, trafiły do rundy o miejsca 5-8.

### Faza play-off
Faza play-off obejmowała ćwierćfinały, półfinały, mecze o 3. miejsce i finały.
Ćwierćfinały

Ćwierćfinałowe pary utworzone zostały na podstawie miejsc zajętych przez poszczególne drużyny w fazie zasadniczej według klucza:
- para 1: 3–6;
- para 2: 4–5.

Rywalizacja w parach toczyła się do dwóch wygranych ze zmianą gospodarza po każdym meczu. Gospodarzem pierwszego spotkania był zespół, który w fazie zasadniczej zajął wyższe miejsce. Zwycięzcy awansowali do półfinałów, natomiast przegrani kontynuowali udział w rozgrywkach w rundzie o miejsca 5-8.
Półfinały

Półfinałowe pary utworzone zostały według klucza:
- para 1: 1–4/5;
- para 2: 2–3/6.

Drużyny w parach grały do trzech wygranych ze zmianą gospodarza po dwóch meczach. Gospodarzem dwóch pierwszych spotkań był zespół, który w fazie zasadniczej zajął wyższe miejsce. Zwycięzcy awansowali do finałów, przegrani rywalizowali o 3. miejsce.
Mecze o 3. miejsce

Zespoły o 3. miejsce grały w serii do trzech zwycięstw na zasadach analogicznych do tych obowiązujących w półfinałach.
Finały

W finałach rywalizacja toczyła się do trzech wygranych meczów na zasadach analogicznych do tych obowiązujących w półfinałach. Zwycięzca finałów został mistrzem Ukrainy.

### Mecze o miejsca 5-8
W rundzie o miejsca 5-8 uczestniczyły drużyny, które w fazie zasadniczej zajęły miejsca 7-8, oraz przegrani w ćwierćfinałowych parach. Zespoły rozegrały ze sobą po jednym meczu. Pozycja w tabeli po rozegraniu wszystkich spotkań decydowała o ostatecznym miejscu w klasyfikacji końcowej, tj. ta drużyna, która zajęła 1. miejsce w tabeli, zakończyła sezon na 5. miejscu itd.

### Kryteria ustalenia pozycji w tabeli
O kolejności w tabeli decydowały następujące kryteria:
1. liczba punktów (3:0 i 3:1 – 3 punkty dla zwycięzcy, 0 punktów dla przegranego; 3:2 – 2 punkty dla zwycięzcy, 1 punkt dla przegranego; walkower – 3 punkty dla zwycięzcy, -1 punkt dla przegranego),
2. liczba zwycięstw,
3. stosunek setów wygranych do przegranych,
4. stosunek małych punktów zdobytych do straconych,
5. bilans w meczach bezpośrednich pomiędzy zainteresowanymi drużynami zgodnie z punktami 1-4.

## Drużyny uczestniczące
W ukraińskiej Superlidze w sezonie 2024/2025 uczestniczyło 8 drużyn. Przed początkiem sezonu zaprzestały działalności trzy kluby, które występowały w najwyższej klasie rozgrywkowej w poprzednim sezonie, tj. Prometej Dnipro, Jurydyczna akademіja Charków oraz Bukowyna Czerniowce. Do najwyższej klasy rozgrywkowej dołączył mistrz wyższej ligi Podilla Chmielnicki oraz młodzieżowy zespół Epicentru i reprezentacji Ukrainy do lat 20.
| Superliga 2024/2025                                                                   | Superliga 2024/2025 |                  |
| ------------------------------------------------------------------------------------- | ------------------- | ---------------- |
| WK Epicentr-Podolany Horodok                                                          | 2                   | Puchar Challenge |
| WK Żytyczi-Polissia Żytomierz                                                         | 3                   | Puchar Challenge |
| Zbirna Połtawśkoji obłasti WK Reszetyliwka                                            | 5                   | Puchar Challenge |
| WK Policija ochorony-ZUNU-SzWSM-Dynamo Tarnopol                                       | 6                   |                  |
| SWK Burewisnyk-SzWSM Czernihów                                                        | 8                   |                  |
| WK MHP-Ładyżyn-SzWSM-Kołos Winnica                                                    | 9                   |                  |
| Awans z wyższej ligi                                                                  |                     |                  |
| WK Podilla Chmielnicki                                                                | 1                   |                  |
| Nowi uczestnicy                                                                       |                     |                  |
| Epicentr-Podolany-Reprezentacja Ukrainy U-20                                          | —                   |                  |
| Oznaczenia: - kolumna druga – miejsce zajęte przez daną drużynę w poprzednim sezonie. |                     |                  |

## Hale sportowe
Mecze fazy zasadniczej zostały rozegrane w:
- kompleksie sportowym „Epicentr” (ukr. спортивний комплекс «Епіцентр», sportywnyj kompłeks «Epicentr») w Gródku,
- kompleksie sportowym „Kołos” (ukr. спортивний комплекс «Колос», sportywnyj kompłeks «Kołos») w Reszetyliwce,
- kompleksie sportowym Żytomierskiego Uniwersytetu Państwowego im. Iwana Franki (ŻDU) w Żytomierzu,
- kompleksie sportowo-rekreacyjnym (ukr. фізкультурно-оздоровчий комплекс, fizkulturno-ozdorowczyj kompłeks) w Tarnopolu.

Mecze o miejsca 5-8 odbyły się w kompleksie sportowym „Kołos”.
W fazie play-off drużyny rozgrywały mecze domowe na własnych obiektach, z wyjątkiem trzeciego spotkania finałowego, które odbyło się w kompleksie sportowym „Epicentr”, mimo że gospodarzem była drużyna Żytyczi-Polissia Żytomierz.
| Drużyna                                      | Hala sportowa                                                                                   | Miejscowość  |
| -------------------------------------------- | ----------------------------------------------------------------------------------------------- | ------------ |
| Epicentr-Podolany Horodok                    | Kompleks sportowy „Epicentr”                                                                    | Gródek       |
| Epicentr-Podolany-Reprezentacja Ukrainy U-20 | Kompleks sportowy „Epicentr”                                                                    | Gródek       |
| MHP-Ładyżyn-SzWSM-Kołos Winnica              | Hala sportowa Winnickiego Państwowego Uniwersytetu Pedagogicznego (WDPU)                        | Winnica      |
| Podilla Chmielnicki                          | Kompleks sportowy „Nowator” (ukr. Спортивний комплекс «Новатор», Sportywnyj kompłeks «Nowator») | Chmielnicki  |
| Reszetyliwka                                 | Kompleks sportowy „Kołos”                                                                       | Reszetyliwka |
| Żytyczi-Polissia Żytomierz                   | Kompleks sportowy Żytomierskiego Uniwersytetu Państwowego im. Iwana Franki                      | Żytomierz    |

## Trenerzy
| Drużyna                                      | Trener              | Asystent trenera                | *      |
| -------------------------------------------- | ------------------- | ------------------------------- | ------ |
| Burewisnyk-SzWSM Czernihów                   | Roman Nosko         | Ołeksandr Dworniczenko          | [ 13 ] |
| Epicentr-Podolany Horodok                    | Flavio Gulinelli    | Wołodymyr Buhakow Bohdan Sereda | [ 14 ] |
| Epicentr-Podolany-Reprezentacja Ukrainy U-20 | Kostiantyn Riabucha | —                               | [ 15 ] |
| MHP-Ładyżyn-SzWSM-Kołos Winnica              | Kyryło Peredrij     | Serhij Saranczuk                | [ 16 ] |
| Podilla Chmielnicki                          | Roman Kowalczuk     | Jurij Melnyk                    | [ 17 ] |
| Policija ochorony-ZUNU-SzWSM-Dynamo Tarnopol | Jurij Pałasiuk      | Jurij Krawcow                   | [ 18 ] |
| Reszetyliwka                                 | Andrij Łewczenko    | Denys Michno Ołeh Radczenko     | [ 19 ] |
| Żytyczi-Polissia Żytomierz                   | Serhij Terejkowski  | Dmytro Szorkin                  | [ 20 ] |

### Zmiany trenerów
| Klub                                         | Były trener   | Data odejścia           | Nowy trener      | Data przyjścia          | *      |
| -------------------------------------------- | ------------- | ----------------------- | ---------------- | ----------------------- | ------ |
| Przed sezonem                                |               |                         |                  |                         |        |
| Epicentr-Podolany Horodok                    | Maurício Paes | koniec sezonu 2023/2024 | Flavio Gulinelli | przed sezonem 2024/2025 | [ 21 ] |
| Policija ochorony-ZUNU-SzWSM-Dynamo Tarnopol | Jurij Krawcow | koniec sezonu 2023/2024 | Jurij Pałasiuk   | przed sezonem 2024/2025 | [ 22 ] |
| Reszetyliwka                                 | Serhij Sosnin | koniec sezonu 2023/2024 | Andrij Łewczenko | przed sezonem 2024/2025 | [ 23 ] |

## Faza zasadnicza

### Tabela wyników
| Gospodarz \ Gość1                            | EPI | ŻYT | RES | DTA | BUR | WIN | POD | U-20 |
| -------------------------------------------- | --- | --- | --- | --- | --- | --- | --- | ---- |
| Epicentr-Podolany Horodok                    | -   | 3:1 | 3:0 | 3:0 | 3:0 | 3:0 | 3:0 | 3:0  |
| Żytyczi-Polissia Żytomierz                   | 1:3 | -   | 3:1 | 3:0 | 3:0 | 3:0 | 3:1 | 3:0  |
| Reszetyliwka                                 | 0:3 | 0:3 | -   | 3:0 | 3:0 | 2:3 | 3:0 | 3:1  |
| Policija ochorony-ZUNU-SzWSM-Dynamo Tarnopol | 0:3 | 0:3 | 0:3 | -   | 3:1 | 0:3 | 3:2 | 2:3  |
| Burewisnyk-SzWSM Czernihów                   | 0:3 | 0:3 | 0:3 | 3:0 | -   | 0:3 | 2:3 | 1:3  |
| MHP-Ładyżyn-SzWSM-Kołos Winnica              | 0:3 | 1:3 | 3:1 | 3:1 | 3:1 | -   | 3:0 | 3:2  |
| Podilla Chmielnicki                          | 0:3 | 0:3 | 2:3 | 3:1 | 3:2 | 0:3 | -   | 1:3  |
| Epicentr-Podolany-Reprezentacja Ukrainy U-20 | 0:3 | 0:3 | 3:1 | 3:0 | 3:0 | 3:0 | 3:0 | -    |

Źródło: 
1 Drużyna gospodarzy jest wymieniona po lewej stronie tabeli.
Kolory:
  zwycięstwo gospodarzy 3:0 lub 3:1
  zwycięstwo gospodarzy 3:2
  zwycięstwo gości 3:0 lub 3:1
  zwycięstwo gości 3:2

### Terminarz i wyniki spotkań
| WYNIKI SPOTKAŃ | WYNIKI SPOTKAŃ | WYNIKI SPOTKAŃ                               | WYNIKI SPOTKAŃ                          | WYNIKI SPOTKAŃ                               | WYNIKI SPOTKAŃ |
| Data | Godz.          | Gospodarz                                    | Rezultat                                | Gość                                         | *              |
| --- | -------------- | -------------------------------------------- | --------------------------------------- | -------------------------------------------- | -------------- |
| 1. KOLEJKA |                |                                              |                                         |                                              |                |
| Gródek |                |                                              |                                         |                                              |                |
| 27.09.2024 | 16:00          | Epicentr-Podolany Horodok                    | 3:0 (25:15, 25:12, 25:12)               | Podilla Chmielnicki                          | [ 25 ]         |
| 27.09.2024 | 19:00          | Policija ochorony-ZUNU-SzWSM-Dynamo Tarnopol | 0:3 (19:25, 20:25, 16:25)               | MHP-Ładyżyn-SzWSM-Kołos Winnica              | [ 26 ]         |
| 28.09.2024 | 16:00          | Epicentr-Podolany Horodok                    | 3:0 (25:20, 25:14, 25:13)               | MHP-Ładyżyn-SzWSM-Kołos Winnica              | [ 27 ]         |
| 28.09.2024 | 19:00          | Podilla Chmielnicki                          | 3:1 (25:16, 25:21, 11:25, 25:22)        | Policija ochorony-ZUNU-SzWSM-Dynamo Tarnopol | [ 28 ]         |
| 29.09.2024 | 12:00          | Policija ochorony-ZUNU-SzWSM-Dynamo Tarnopol | 0:3 (11:25, 17:25, 18:25)               | Epicentr-Podolany Horodok                    | [ 29 ]         |
| 29.09.2024 | 15:00          | MHP-Ładyżyn-SzWSM-Kołos Winnica              | 3:0 (25:20, 25:19, 25:18)               | Podilla Chmielnicki                          | [ 30 ]         |
| Reszetyliwka |                |                                              |                                         |                                              |                |
| 4.10.2024 | 16:00          | Reszetyliwka                                 | 3:0 (25:19, 25:20, 25:17)               | Burewisnyk-SzWSM Czernihów                   | [ 31 ]         |
| 4.10.2024 | 19:00          | Żytyczi-Polissia Żytomierz                   | 3:0 (25:17, 25:21, 26:24)               | Epicentr-Podolany-Reprezentacja Ukrainy U-20 | [ 32 ]         |
| 5.10.2024 | 16:00          | Reszetyliwka                                 | 3:1 (25:23, 25:22, 18:25, 28:26)        | Epicentr-Podolany-Reprezentacja Ukrainy U-20 | [ 33 ]         |
| 5.10.2024 | 19:00          | Burewisnyk-SzWSM Czernihów                   | 0:3 (16:25, 18:25, 22:25)               | Żytyczi-Polissia Żytomierz                   | [ 34 ]         |
| 6.10.2024 | 12:00          | Epicentr-Podolany-Reprezentacja Ukrainy U-20 | 3:0 (25:21, 25:20, 25:22)               | Burewisnyk-SzWSM Czernihów                   | [ 35 ]         |
| 6.10.2024 | 15:00          | Reszetyliwka                                 | 0:3 (27:29, 20:25, 16:25)               | Żytyczi-Polissia Żytomierz                   | [ 36 ]         |
| 2. KOLEJKA |                |                                              |                                         |                                              |                |
| Gródek |                |                                              |                                         |                                              |                |
| 26.10.2024 | 16:00          | Epicentr-Podolany Horodok                    | 3:0 (25:13, 25:22, 25:20)               | Epicentr-Podolany-Reprezentacja Ukrainy U-20 | [ 37 ]         |
| 26.10.2024 | 19:00          | Podilla Chmielnicki                          | 0:3 (19:25, 12:25, 16:25)               | Żytyczi-Polissia Żytomierz                   | [ 38 ]         |
| 27.10.2024 | 12:00          | Epicentr-Podolany Horodok                    | 3:1 (25:19, 25:14, 24:26, 25:20)        | Żytyczi-Polissia Żytomierz                   | [ 39 ]         |
| 27.10.2024 | 15:00          | Epicentr-Podolany-Reprezentacja Ukrainy U-20 | 3:0 (25:19, 25:20, 25:21)               | Podilla Chmielnicki                          | [ 40 ]         |
| Reszetyliwka |                |                                              |                                         |                                              |                |
| 3.11.2024 | 12:00          | MHP-Ładyżyn-SzWSM-Kołos Winnica              | 3:1 (22:25, 25:22, 25:17, 25:19)        | Burewisnyk-SzWSM Czernihów                   | [ 41 ]         |
| 3.11.2024 | 15:00          | Policija ochorony-ZUNU-SzWSM-Dynamo Tarnopol | 0:3 (22:25, 16:25, 19:25)               | Reszetyliwka                                 | [ 42 ]         |
| 3. KOLEJKA |                |                                              |                                         |                                              |                |
| Gródek |                |                                              |                                         |                                              |                |
| 29.11.2024 | 17:00          | Reszetyliwka                                 | 2:3 (9:25, 18:25, 25:15, 25:23, 9:15)   | MHP-Ładyżyn-SzWSM-Kołos Winnica              | [ 43 ]         |
| 29.11.2024 | 20:00          | Burewisnyk-SzWSM Czernihów                   | 3:0 (25:20, 25:17, 25:19)               | Policija ochorony-ZUNU-SzWSM-Dynamo Tarnopol | [ 44 ]         |
| 30.11.2024 | 16:00          | Epicentr-Podolany Horodok                    | 3:0 (25:14, 25:15, 25:12)               | Burewisnyk-SzWSM Czernihów                   | [ 45 ]         |
| 30.11.2024 | 19:00          | Podilla Chmielnicki                          | 2:3 (25:23, 22:25, 28:26, 16:25, 13:15) | Reszetyliwka                                 | [ 46 ]         |
| 1.12.2024 | 12:00          | Reszetyliwka                                 | 0:3 (15:25, 16:25, 19:25)               | Epicentr-Podolany Horodok                    | [ 47 ]         |
| 1.12.2024 | 15:00          | Burewisnyk-SzWSM Czernihów                   | 2:3 (25:17, 21:25, 19:25, 25:21, 9:15)  | Podilla Chmielnicki                          | [ 48 ]         |
| 7.12.2024 | 16:00          | Epicentr-Podolany-Reprezentacja Ukrainy U-20 | 3:0 (25:20, 25:19, 25:16)               | Policija ochorony-ZUNU-SzWSM-Dynamo Tarnopol | [ 49 ]         |
| 7.12.2024 | 19:00          | Żytyczi-Polissia Żytomierz                   | 3:0 (25:16, 25:17, 25:20)               | MHP-Ładyżyn-SzWSM-Kołos Winnica              | [ 50 ]         |
| 8.12.2024 | 12:00          | Policija ochorony-ZUNU-SzWSM-Dynamo Tarnopol | 0:3 (20:25, 17:25, 16:25)               | Żytyczi-Polissia Żytomierz                   | [ 51 ]         |
| 8.12.2024 | 15:00          | MHP-Ładyżyn-SzWSM-Kołos Winnica              | 3:2 (18:25, 28:30, 32:30, 25:20, 15:13) | Epicentr-Podolany-Reprezentacja Ukrainy U-20 | [ 52 ]         |
| 4. KOLEJKA |                |                                              |                                         |                                              |                |
| Gródek |                |                                              |                                         |                                              |                |
| 20.12.2024 | 16:00          | Podilla Chmielnicki                          | 0:3 (10:25, 18:25, 12:25)               | Epicentr-Podolany Horodok                    | [ 53 ]         |
| 20.12.2024 | 19:00          | MHP-Ładyżyn-SzWSM-Kołos Winnica              | 3:1 (23:25, 25:23, 25:22, 25:14)        | Policija ochorony-ZUNU-SzWSM-Dynamo Tarnopol | [ 54 ]         |
| 21.12.2024 | 16:00          | Epicentr-Podolany Horodok                    | 3:0 (25:16, 25:19, 25:13)               | MHP-Ładyżyn-SzWSM-Kołos Winnica              | [ 55 ]         |
| 21.12.2024 | 19:00          | Policija ochorony-ZUNU-SzWSM-Dynamo Tarnopol | 3:2 (21:25, 26:24, 25:18, 24:26, 15:8)  | Podilla Chmielnicki                          | [ 56 ]         |
| 22.12.2024 | 12:00          | Epicentr-Podolany Horodok                    | 3:0 (25:17, 25:18, 25:11)               | Policija ochorony-ZUNU-SzWSM-Dynamo Tarnopol | [ 57 ]         |
| 22.12.2024 | 15:00          | Podilla Chmielnicki                          | 0:3 (15:25, 19:25, 17:25)               | MHP-Ładyżyn-SzWSM-Kołos Winnica              | [ 58 ]         |
| Żytomierz |                |                                              |                                         |                                              |                |
| 10.01.2025 | 16:00          | Burewisnyk-SzWSM Czernihów                   | 0:3 (15:25, 20:25, 20:25)               | Reszetyliwka                                 | [ 59 ]         |
| 10.01.2025 | 19:00          | Epicentr-Podolany-Reprezentacja Ukrainy U-20 | 0:3 (19:25, 16:25, 20:25)               | Żytyczi-Polissia Żytomierz                   | [ 60 ]         |
| 11.01.2025 | 16:00          | Epicentr-Podolany-Reprezentacja Ukrainy U-20 | 3:1 (25:19, 25:22, 17:25, 25:21)        | Reszetyliwka                                 | [ 61 ]         |
| 11.01.2025 | 19:00          | Żytyczi-Polissia Żytomierz                   | 3:0 (25:17, 25:16, 25:14)               | Burewisnyk-SzWSM Czernihów                   | [ 62 ]         |
| 12.01.2025 | 11:00          | Burewisnyk-SzWSM Czernihów                   | 1:3 (16:25, 14:25, 25:20, 17:25)        | Epicentr-Podolany-Reprezentacja Ukrainy U-20 | [ 63 ]         |
| 12.01.2025 | 14:00          | Reszetyliwka                                 | 1:3 (25:22, 21:25, 11:25, 16:25)        | Żytyczi-Polissia Żytomierz                   | [ 64 ]         |
| 5. KOLEJKA |                |                                              |                                         |                                              |                |
| Gródek |                |                                              |                                         |                                              |                |
| 18.01.2025 | 16:00          | Epicentr-Podolany-Reprezentacja Ukrainy U-20 | 0:3 (17:25, 15:25, 24:26)               | Epicentr-Podolany Horodok                    | [ 65 ]         |
| 18.01.2025 | 19:00          | Żytyczi-Polissia Żytomierz                   | 3:1 (25:23, 25:19, 22:25, 25:18)        | Podilla Chmielnicki                          | [ 66 ]         |
| 19.01.2025 | 12:00          | Epicentr-Podolany Horodok                    | 3:1 (25:14, 23:25, 25:18, 25:16)        | Żytyczi-Polissia Żytomierz                   | [ 67 ]         |
| 19.01.2025 | 15:00          | Podilla Chmielnicki                          | 1:3 (25:20, 11:25, 23:25, 19:25)        | Epicentr-Podolany-Reprezentacja Ukrainy U-20 | [ 68 ]         |
| Tarnopol |                |                                              |                                         |                                              |                |
| 1.02.2025 | 16:00          | MHP-Ładyżyn-SzWSM-Kołos Winnica              | 3:1 (25:15, 20:25, 25:18, 25:21)        | Reszetyliwka                                 | [ 69 ]         |
| 1.02.2025 | 19:00          | Policija ochorony-ZUNU-SzWSM-Dynamo Tarnopol | 3:1 (13:25, 27:25, 25:17, 25:20)        | Burewisnyk-SzWSM Czernihów                   | [ 70 ]         |
| 2.02.2025 | 11:00          | Burewisnyk-SzWSM Czernihów                   | 0:3 (19:25, 20:25, 26:28)               | MHP-Ładyżyn-SzWSM-Kołos Winnica              | [ 71 ]         |
| 2.02.2025 | 14:00          | Reszetyliwka                                 | 3:0 (27:25, 25:22, 27:25)               | Policija ochorony-ZUNU-SzWSM-Dynamo Tarnopol | [ 72 ]         |
| 6. KOLEJKA |                |                                              |                                         |                                              |                |
| Gródek |                |                                              |                                         |                                              |                |
| 15.02.2025 | 16:00          | Burewisnyk-SzWSM Czernihów                   | 0:3 (19:25, 13:25, 19:25)               | Epicentr-Podolany Horodok                    | [ 73 ]         |
| 15.02.2025 | 19:00          | Reszetyliwka                                 | 3:0 (25:11, 25:16, 25:20)               | Podilla Chmielnicki                          | [ 74 ]         |
| 16.02.2025 | 11:00          | Epicentr-Podolany Horodok                    | 3:0 (25:23, 25:16, 25:17)               | Reszetyliwka                                 | [ 75 ]         |
| 16.02.2025 | 14:00          | Podilla Chmielnicki                          | 3:2 (26:24, 25:19, 21:25, 18:25, 17:15) | Burewisnyk-SzWSM Czernihów                   | [ 76 ]         |
| 22.02.2025 | 16:00          | Policija ochorony-ZUNU-SzWSM-Dynamo Tarnopol | 2:3 (25:23, 19:25, 25:20, 16:25, 17:19) | Epicentr-Podolany-Reprezentacja Ukrainy U-20 | [ 77 ]         |
| 22.02.2025 | 19:00          | MHP-Ładyżyn-SzWSM-Kołos Winnica              | 1:3 (25:20, 21:25, 14:25, 19:25)        | Żytyczi-Polissia Żytomierz                   | [ 78 ]         |
| 23.02.2025 | 12:00          | Żytyczi-Polissia Żytomierz                   | 3:0 (25:17, 25:21, 25:23)               | Policija ochorony-ZUNU-SzWSM-Dynamo Tarnopol | [ 79 ]         |
| 23.02.2025 | 15:00          | Epicentr-Podolany-Reprezentacja Ukrainy U-20 | 3:0 (25:22, 25:22, 25:22)               | MHP-Ładyżyn-SzWSM-Kołos Winnica              | [ 80 ]         |
| Godziny do 27 października 2024 roku podane są według strefy czasowej UTC+3, a od 27 października 2024 roku według strefy czasowej UTC+2. Źródło: |                |                                              |                                         |                                              |                |

### Tabela
| Lp.                                                                                 | Drużyna                                      | Pkt | Mecze | Mecze | Mecze | Rodzaj wyniku | Rodzaj wyniku | Rodzaj wyniku | Rodzaj wyniku | Rodzaj wyniku | Rodzaj wyniku | Sety | Sety | Sety  | Małe punkty | Małe punkty | Małe punkty |
| Lp.                                                                                 | Drużyna                                      | Pkt | M     | W     | P     | 3:0           | 3:1           | 3:2           | 2:3           | 1:3           | 0:3           | wyg. | prz. | stos. | zdob.       | str.        | stos.       |
| ----------------------------------------------------------------------------------- | -------------------------------------------- | --- | ----- | ----- | ----- | ------------- | ------------- | ------------- | ------------- | ------------- | ------------- | ---- | ---- | ----- | ----------- | ----------- | ----------- |
| 1                                                                                   | Epicentr-Podolany Horodok                    | 42  | 14    | 14    | 0     | 12            | 2             | 0             | 0             | 0             | 0             | 42   | 2    | 21    | 1098        | 727         | 1.51        |
| 2                                                                                   | Żytyczi-Polissia Żytomierz                   | 36  | 14    | 12    | 2     | 9             | 3             | 0             | 0             | 2             | 0             | 38   | 9    | 4.22  | 1121        | 931         | 1.2         |
| 3                                                                                   | MHP-Ładyżyn-SzWSM-Kołos Winnica              | 25  | 14    | 9     | 5     | 4             | 3             | 2             | 0             | 1             | 4             | 28   | 22   | 1.27  | 1107        | 1073        | 1.03        |
| 4                                                                                   | Epicentr-Podolany-Reprezentacja Ukrainy U-20 | 24  | 14    | 8     | 6     | 4             | 3             | 1             | 1             | 1             | 4             | 27   | 23   | 1.17  | 1136        | 1099        | 1.03        |
| 5                                                                                   | Reszetyliwka                                 | 21  | 14    | 7     | 7     | 5             | 1             | 1             | 1             | 3             | 3             | 26   | 24   | 1.08  | 1083        | 1103        | 0.98        |
| 6                                                                                   | Podilla Chmielnicki                          | 9   | 14    | 3     | 11    | 0             | 1             | 2             | 2             | 2             | 7             | 15   | 38   | 0.39  | 1005        | 1233        | 0.82        |
| 7                                                                                   | Policija ochorony-ZUNU-SzWSM-Dynamo Tarnopol | 6   | 14    | 2     | 12    | 0             | 1             | 1             | 1             | 2             | 9             | 10   | 39   | 0.26  | 972         | 1163        | 0.84        |
| 8                                                                                   | Burewisnyk-SzWSM Czernihów                   | 5   | 14    | 1     | 13    | 1             | 0             | 0             | 2             | 3             | 8             | 10   | 39   | 0.26  | 958         | 1151        | 0.83        |
| Legenda: faza play-off – półfinały faza play-off – ćwierćfinały mecze o miejsca 5-8 |                                              |     |       |       |       |               |               |               |               |               |               |      |      |       |             |             |             |

Źródło: 
Punktacja: 3:0 i 3:1 – 3 pkt; 3:2 – 2 pkt; 2:3 – 1 pkt; 1:3 i 0:3 – 0 pkt
Zasady ustalania kolejności: zob. sekcję powyżej

## Faza play-off
Godziny do 30 marca 2025 roku podane są według strefy czasowej UTC+2, a od 30 marca 2025 roku według strefy czasowej UTC+3.

### Drabinka
|  |              |                                              |                                              |                                              |              |              |              |   |                                 |           |                                              |           |           |           |           |           |   |                           |                    |                    |                    |                    |                    |                    |                    |
|  | Ćwierćfinały | Ćwierćfinały                                 | Ćwierćfinały                                 | Ćwierćfinały                                 | Ćwierćfinały | Ćwierćfinały | Ćwierćfinały |   |                                 | Półfinały | Półfinały                                    | Półfinały | Półfinały | Półfinały | Półfinały | Półfinały |   |                           | Finały             | Finały             | Finały             | Finały             | Finały             | Finały             | Finały             |
|  | Ćwierćfinały | Ćwierćfinały                                 | Ćwierćfinały                                 | Ćwierćfinały                                 | Ćwierćfinały | Ćwierćfinały | Ćwierćfinały |   |                                 | Półfinały | Półfinały                                    | Półfinały | Półfinały | Półfinały | Półfinały | Półfinały |   |                           | Finały             | Finały             | Finały             | Finały             | Finały             | Finały             | Finały             |
|  |              |                                              |                                              |                                              |              |              |              |   |                                 |           |                                              |           |           |           |           |           |   |                           |                    |                    |                    |                    |                    |                    |                    |
|  |              |                                              |                                              |                                              |              |              |              |   |                                 |           |                                              |           |           |           |           |           |   |                           |                    |                    |                    |                    |                    |                    |                    |
|  |              |                                              |                                              |                                              |              |              |              | 1 | Epicentr-Podolany Horodok       | 3         | 3                                            | 3         |           |           |           |           |   |                           |                    |                    |                    |                    |                    |                    |                    |
|  |              |                                              |                                              |                                              |              |              |              | 1 | Epicentr-Podolany Horodok       | 3         | 3                                            | 3         |           |           |           |           |   |                           |                    |                    |                    |                    |                    |                    |                    |
|  | 4            | Epicentr-Podolany-Reprezentacja Ukrainy U-20 | Epicentr-Podolany-Reprezentacja Ukrainy U-20 | Epicentr-Podolany-Reprezentacja Ukrainy U-20 | 3            | 3            |              |   |                                 | 4         | Epicentr-Podolany-Reprezentacja Ukrainy U-20 | 0         | 0         | 0         |           |           |   |                           |                    |                    |                    |                    |                    |                    |                    |
|  | 4            | Epicentr-Podolany-Reprezentacja Ukrainy U-20 | Epicentr-Podolany-Reprezentacja Ukrainy U-20 | Epicentr-Podolany-Reprezentacja Ukrainy U-20 | 3            | 3            |              |   |                                 | 4         | Epicentr-Podolany-Reprezentacja Ukrainy U-20 | 0         | 0         | 0         |           |           |   |                           |                    |                    |                    |                    |                    |                    |                    |
|  | 5            | Reszetyliwka                                 | Reszetyliwka                                 | Reszetyliwka                                 | 1            | 0            |              |   |                                 |           |                                              |           |           |           |           |           | 1 | Epicentr-Podolany Horodok | 3                  | 3                  | 3                  |                    |                    |                    |                    |
|  | 5            | Reszetyliwka                                 | Reszetyliwka                                 | Reszetyliwka                                 | 1            | 0            |              |   |                                 |           |                                              |           |           |           |           |           | 1 | Epicentr-Podolany Horodok | 3                  | 3                  | 3                  |                    |                    |                    |                    |
|  |              |                                              |                                              |                                              |              |              |              |   |                                 | 2         | Żytyczi-Polissia Żytomierz                   | 2         | 0         | 2         |           |           |   |                           |                    |                    |                    |                    |                    |                    |                    |
|  |              |                                              |                                              |                                              |              |              |              |   |                                 | 2         | Żytyczi-Polissia Żytomierz                   | 2         | 0         | 2         |           |           |   |                           |                    |                    |                    |                    |                    |                    |                    |
|  |              |                                              |                                              |                                              |              |              |              | 2 | Żytyczi-Polissia Żytomierz      | 3         | 3                                            | 3         |           |           |           |           |   |                           |                    |                    |                    |                    |                    |                    |                    |
|  |              |                                              |                                              |                                              |              |              |              | 2 | Żytyczi-Polissia Żytomierz      | 3         | 3                                            | 3         |           |           |           |           |   |                           |                    |                    |                    |                    |                    |                    |                    |
|  | 3            | MHP-Ładyżyn-SzWSM-Kołos Winnica              | MHP-Ładyżyn-SzWSM-Kołos Winnica              | MHP-Ładyżyn-SzWSM-Kołos Winnica              | 3            | 2            | 3            |   |                                 | 3         | MHP-Ładyżyn-SzWSM-Kołos Winnica              | 0         | 1         | 0         |           |           |   |                           | Mecze o 3. miejsce | Mecze o 3. miejsce | Mecze o 3. miejsce | Mecze o 3. miejsce | Mecze o 3. miejsce | Mecze o 3. miejsce | Mecze o 3. miejsce |
|  | 3            | MHP-Ładyżyn-SzWSM-Kołos Winnica              | MHP-Ładyżyn-SzWSM-Kołos Winnica              | MHP-Ładyżyn-SzWSM-Kołos Winnica              | 3            | 2            | 3            |   |                                 | 3         | MHP-Ładyżyn-SzWSM-Kołos Winnica              | 0         | 1         | 0         |           |           |   |                           | Mecze o 3. miejsce | Mecze o 3. miejsce | Mecze o 3. miejsce | Mecze o 3. miejsce | Mecze o 3. miejsce | Mecze o 3. miejsce | Mecze o 3. miejsce |
|  | 6            | Podilla Chmielnicki                          | Podilla Chmielnicki                          | Podilla Chmielnicki                          | 0            | 3            | 0            |   |                                 |           |                                              |           |           |           |           |           |   |                           |                    |                    |                    |                    |                    |                    |                    |
|  | 6            | Podilla Chmielnicki                          | Podilla Chmielnicki                          | Podilla Chmielnicki                          | 0            | 3            | 0            |   |                                 |           |                                              |           |           |           |           |           |   |                           |                    |                    |                    |                    |                    |                    |                    |
|  |              |                                              |                                              |                                              |              |              |              | 3 | MHP-Ładyżyn-SzWSM-Kołos Winnica | 3         | 0                                            | 1         | 1         |           |           |           |   |                           |                    |                    |                    |                    |                    |                    |                    |
|  |              |                                              |                                              |                                              |              |              |              | 3 | MHP-Ładyżyn-SzWSM-Kołos Winnica | 3         | 0                                            | 1         | 1         |           |           |           |   |                           |                    |                    |                    |                    |                    |                    |                    |
|  | 4            | Epicentr-Podolany-Reprezentacja Ukrainy U-20 | 1                                            | 3                                            | 3            | 3            |              |   |                                 |           |                                              |           |           |           |           |           |   |                           |                    |                    |                    |                    |                    |                    |                    |
|  | 4            | Epicentr-Podolany-Reprezentacja Ukrainy U-20 | 1                                            | 3                                            | 3            | 3            |              |   |                                 |           |                                              |           |           |           |           |           |   |                           |                    |                    |                    |                    |                    |                    |                    |

### Ćwierćfinały
Format: do dwóch zwycięstw
| Data                                             | Godz.                                            | Gospodarz                                        | Rezultat                                | Gość                                         | Hala sportowa           | *                       |
| ------------------------------------------------ | ------------------------------------------------ | ------------------------------------------------ | --------------------------------------- | -------------------------------------------- | ----------------------- | ----------------------- |
| MHP-Ładyżyn-SzWSM-Kołos Winnica (3)              | MHP-Ładyżyn-SzWSM-Kołos Winnica (3)              | MHP-Ładyżyn-SzWSM-Kołos Winnica (3)              | 2 – 1                                   | (6) Podilla Chmielnicki                      | (6) Podilla Chmielnicki | (6) Podilla Chmielnicki |
| 1.03.2025                                        | 16:00                                            | MHP-Ładyżyn-SzWSM-Kołos Winnica                  | 3:0 (25:22, 25:20, 25:13)               | Podilla Chmielnicki                          | Hala WDPU               | [ 83 ]                  |
| 9.03.2025                                        | 12:00                                            | Podilla Chmielnicki                              | 3:2 (19:25, 23:25, 25:23, 25:21, 15:13) | MHP-Ładyżyn-SzWSM-Kołos Winnica              | SK Novator              | [ 84 ]                  |
| 12.03.2025                                       | 16:00                                            | MHP-Ładyżyn-SzWSM-Kołos Winnica                  | 3:0 (25:23, 25:20, 35:33)               | Podilla Chmielnicki                          | Hala WDPU               | [ 85 ]                  |
| Epicentr-Podolany-Reprezentacja Ukrainy U-20 (4) | Epicentr-Podolany-Reprezentacja Ukrainy U-20 (4) | Epicentr-Podolany-Reprezentacja Ukrainy U-20 (4) | 2 – 0                                   | (5) Reszetyliwka                             | (5) Reszetyliwka        | (5) Reszetyliwka        |
| 1.03.2025                                        | 19:00                                            | Epicentr-Podolany-Reprezentacja Ukrainy U-20     | 3:1 (25:20, 25:20, 22:25, 25:21)        | Reszetyliwka                                 | SK Epicentr             | [ 86 ]                  |
| 5.03.2025                                        | 17:00                                            | Reszetyliwka                                     | 0:3 (22:25, 12:25, 16:25)               | Epicentr-Podolany-Reprezentacja Ukrainy U-20 | SK Kołos                | [ 87 ]                  |
| Źródło:                                          |                                                  |                                                  |                                         |                                              |                         |                         |

### Półfinały
Format: do trzech zwycięstw
| Data                           | Godz.                          | Gospodarz                                    | Rezultat                         | Gość                                             | Hala sportowa                                    | *                                                |
| ------------------------------ | ------------------------------ | -------------------------------------------- | -------------------------------- | ------------------------------------------------ | ------------------------------------------------ | ------------------------------------------------ |
| Epicentr-Podolany Horodok (1)  | Epicentr-Podolany Horodok (1)  | Epicentr-Podolany Horodok (1)                | 3 – 0                            | (4) Epicentr-Podolany-Reprezentacja Ukrainy U-20 | (4) Epicentr-Podolany-Reprezentacja Ukrainy U-20 | (4) Epicentr-Podolany-Reprezentacja Ukrainy U-20 |
| 15.03.2025                     | 17:00                          | Epicentr-Podolany Horodok                    | 3:0 (25:20, 25:19, 25:18)        | Epicentr-Podolany-Reprezentacja Ukrainy U-20     | SK Epicentr                                      | [ 89 ]                                           |
| 16.03.2025                     | 17:00                          | Epicentr-Podolany Horodok                    | 3:0 (25:14, 25:22, 25:16)        | Epicentr-Podolany-Reprezentacja Ukrainy U-20     | SK Epicentr                                      | [ 90 ]                                           |
| 22.03.2025                     | 17:00                          | Epicentr-Podolany-Reprezentacja Ukrainy U-20 | 0:3 (18:25, 22:25, 21:25)        | Epicentr-Podolany Horodok                        | SK Epicentr                                      | [ 91 ]                                           |
| Żytyczi-Polissia Żytomierz (2) | Żytyczi-Polissia Żytomierz (2) | Żytyczi-Polissia Żytomierz (2)               | 3 – 0                            | (3) MHP-Ładyżyn-SzWSM-Kołos Winnica              | (3) MHP-Ładyżyn-SzWSM-Kołos Winnica              | (3) MHP-Ładyżyn-SzWSM-Kołos Winnica              |
| 15.03.2025                     | 19:00                          | Żytyczi-Polissia Żytomierz                   | 3:0 (25:20, 25:19, 25:18)        | MHP-Ładyżyn-SzWSM-Kołos Winnica                  | Kompleks ŻDU                                     | [ 92 ]                                           |
| 16.03.2025                     | 17:00                          | Żytyczi-Polissia Żytomierz                   | 3:1 (25:23, 25:21, 22:25, 25:15) | MHP-Ładyżyn-SzWSM-Kołos Winnica                  | Kompleks ŻDU                                     | [ 93 ]                                           |
| 22.03.2025                     | 17:00                          | MHP-Ładyżyn-SzWSM-Kołos Winnica              | 0:3 (18:25, 15:25, 20:25)        | Żytyczi-Polissia Żytomierz                       | Hala WDPU                                        | [ 94 ]                                           |
| Źródło:                        |                                |                                              |                                  |                                                  |                                                  |                                                  |

### Mecze o 3. miejsce
Format: do trzech zwycięstw
| Data                                | Godz.                               | Gospodarz                                    | Rezultat                         | Gość                                             | Hala sportowa                                    | *                                                |
| ----------------------------------- | ----------------------------------- | -------------------------------------------- | -------------------------------- | ------------------------------------------------ | ------------------------------------------------ | ------------------------------------------------ |
| MHP-Ładyżyn-SzWSM-Kołos Winnica (3) | MHP-Ładyżyn-SzWSM-Kołos Winnica (3) | MHP-Ładyżyn-SzWSM-Kołos Winnica (3)          | 1 – 3                            | (4) Epicentr-Podolany-Reprezentacja Ukrainy U-20 | (4) Epicentr-Podolany-Reprezentacja Ukrainy U-20 | (4) Epicentr-Podolany-Reprezentacja Ukrainy U-20 |
| 5.04.2025                           | 17:00                               | MHP-Ładyżyn-SzWSM-Kołos Winnica              | 3:1 (25:16, 25:23, 13:25, 25:23) | Epicentr-Podolany-Reprezentacja Ukrainy U-20     | Hala WDPU                                        | [ 96 ]                                           |
| 6.04.2025                           | 17:00                               | MHP-Ładyżyn-SzWSM-Kołos Winnica              | 0:3 (20:25, 14:25, 23:25)        | Epicentr-Podolany-Reprezentacja Ukrainy U-20     | Hala WDPU                                        | [ 97 ]                                           |
| 12.04.2025                          | 16:00                               | Epicentr-Podolany-Reprezentacja Ukrainy U-20 | 3:1 (25:23, 25:21, 23:25, 25:14) | MHP-Ładyżyn-SzWSM-Kołos Winnica                  | SK Epicentr                                      | [ 98 ]                                           |
| 13.04.2025                          | 16:00                               | Epicentr-Podolany-Reprezentacja Ukrainy U-20 | 3:1 (25:19, 22:25, 25:21, 25:22) | MHP-Ładyżyn-SzWSM-Kołos Winnica                  | SK Epicentr                                      | [ 99 ]                                           |
| Źródło:                             |                                     |                                              |                                  |                                                  |                                                  |                                                  |

### Finały
Format: do trzech zwycięstw
| Data                          | Godz.                         | Gospodarz                     | Rezultat                                | Gość                           | Hala sportowa                  | *                              |
| ----------------------------- | ----------------------------- | ----------------------------- | --------------------------------------- | ------------------------------ | ------------------------------ | ------------------------------ |
| Epicentr-Podolany Horodok (1) | Epicentr-Podolany Horodok (1) | Epicentr-Podolany Horodok (1) | 3 – 0                                   | (2) Żytyczi-Polissia Żytomierz | (2) Żytyczi-Polissia Żytomierz | (2) Żytyczi-Polissia Żytomierz |
| 5.04.2025                     | 17:00                         | Epicentr-Podolany Horodok     | 3:2 (25:15, 23:25, 22:25, 25:19, 15:9)  | Żytyczi-Polissia Żytomierz     | SK Epicentr                    | [ 100 ]                        |
| 6.04.2025                     | 17:00                         | Epicentr-Podolany Horodok     | 3:0 (25:13, 25:23, 25:16)               | Żytyczi-Polissia Żytomierz     | SK Epicentr                    | [ 101 ]                        |
| 12.04.2025                    | 19:00                         | Żytyczi-Polissia Żytomierz    | 2:3 (27:25, 25:21, 18:25, 18:25, 11:15) | Epicentr-Podolany Horodok      | SK Epicentr                    | [ 102 ]                        |
| Źródło:                       |                               |                               |                                         |                                |                                |                                |

## Mecze o miejsca 5-8
Miejsce: Kompleks sportowy „Kołos”, Reszetyliwka

### Tabela wyników
| Gospodarz \ Gość1                            | RES | POD | DTA | BUR |
| -------------------------------------------- | --- | --- | --- | --- |
| Reszetyliwka                                 | -   | 3:1 | 3:0 | 3:0 |
| Podilla Chmielnicki                          | -   | -   | 3:1 | 3:1 |
| Policija ochorony-ZUNU-SzWSM-Dynamo Tarnopol | -   | -   | -   | 1:3 |
| Burewisnyk-SzWSM Czernihów                   | -   | -   | -   | -   |

Źródło: 
1 Drużyna gospodarzy jest wymieniona po lewej stronie tabeli.
Kolory:
  zwycięstwo gospodarzy 3:0 lub 3:1
  zwycięstwo gospodarzy 3:2
  zwycięstwo gości 3:0 lub 3:1
  zwycięstwo gości 3:2

### Terminarz i wyniki spotkań
| Data                                                    | Godz. | Gospodarz                                    | Rezultat                         | Gość                                         | *       |
| ------------------------------------------------------- | ----- | -------------------------------------------- | -------------------------------- | -------------------------------------------- | ------- |
| 21.03.2025                                              | 12:00 | Reszetyliwka                                 | 3:0 (25:14, 25:14, 25:16)        | Burewisnyk-SzWSM Czernihów                   | [ 103 ] |
| 21.03.2025                                              | 14:30 | Podilla Chmielnicki                          | 3:1 (25:14, 25:23, 21:25, 25:19) | Policija ochorony-ZUNU-SzWSM-Dynamo Tarnopol | [ 104 ] |
| 22.03.2025                                              | 14:00 | Policija ochorony-ZUNU-SzWSM-Dynamo Tarnopol | 1:3 (24:26, 25:23, 17:25, 21:25) | Burewisnyk-SzWSM Czernihów                   | [ 105 ] |
| 22.03.2025                                              | 16:30 | Reszetyliwka                                 | 3:1 (25:15, 20:25, 26:24, 27:25) | Podilla Chmielnicki                          | [ 106 ] |
| 23.03.2025                                              | 11:00 | Podilla Chmielnicki                          | 3:1 (25:20, 21:25, 25:21, 25:18) | Burewisnyk-SzWSM Czernihów                   | [ 107 ] |
| 23.03.2025                                              | 13:30 | Reszetyliwka                                 | 3:0 (25:17, 25:14, 25:14)        | Policija ochorony-ZUNU-SzWSM-Dynamo Tarnopol | [ 108 ] |
| Godziny podane są według strefy czasowej UTC+2. Źródło: |       |                                              |                                  |                                              |         |

### Tabela
| Lp. | Drużyna                                      | Pkt | Mecze | Mecze | Mecze | Rodzaj wyniku | Rodzaj wyniku | Rodzaj wyniku | Rodzaj wyniku | Rodzaj wyniku | Rodzaj wyniku | Sety | Sety | Sety  | Małe punkty | Małe punkty | Małe punkty |
| Lp. | Drużyna                                      | Pkt | M     | W     | P     | 3:0           | 3:1           | 3:2           | 2:3           | 1:3           | 0:3           | wyg. | prz. | stos. | zdob.       | str.        | stos.       |
| --- | -------------------------------------------- | --- | ----- | ----- | ----- | ------------- | ------------- | ------------- | ------------- | ------------- | ------------- | ---- | ---- | ----- | ----------- | ----------- | ----------- |
| 1   | Reszetyliwka                                 | 9   | 3     | 3     | 0     | 2             | 1             | 0             | 0             | 0             | 0             | 9    | 1    | 9     | 248         | 178         | 1.39        |
| 2   | Podilla Chmielnicki                          | 6   | 3     | 2     | 1     | 0             | 2             | 0             | 0             | 1             | 0             | 7    | 5    | 1.4   | 281         | 263         | 1.07        |
| 3   | Burewisnyk-SzWSM Czernihów                   | 3   | 3     | 1     | 2     | 0             | 1             | 0             | 0             | 1             | 1             | 4    | 7    | 0.57  | 227         | 258         | 0.88        |
| 4   | Policija ochorony-ZUNU-SzWSM-Dynamo Tarnopol | 0   | 3     | 0     | 3     | 0             | 0             | 0             | 0             | 2             | 1             | 2    | 9    | 0.22  | 213         | 270         | 0.79        |

Źródło: 
Punktacja: 3:0 i 3:1 – 3 pkt; 3:2 – 2 pkt; 2:3 – 1 pkt; 1:3 i 0:3 – 0 pkt
Zasady ustalania kolejności: zob. sekcję powyżej

## Klasyfikacja końcowa
| Poz. | Drużyna                                      | Uwagi                              |
| 1.   | Epicentr-Podolany Horodok                    | prawo udziału w el. Ligi Mistrzów  |
| 2.   | Żytyczi-Polissia Żytomierz                   | prawo udziału w Pucharze Challenge |
| 3.   | Epicentr-Podolany-Reprezentacja Ukrainy U-20 |                                    |
| 4.   | MHP-Ładyżyn-SzWSM-Kołos Winnica              |                                    |
| 5.   | Reszetyliwka                                 |                                    |
| 6.   | Podilla Chmielnicki                          |                                    |
| 7.   | Burewisnyk-SzWSM Czernihów                   |                                    |
| 8.   | Policija ochorony-ZUNU-SzWSM-Dynamo Tarnopol |                                    |

## Nagrody indywidualne
| Nagroda                  | Zawodnik          | Klub                       |
| ------------------------ | ----------------- | -------------------------- |
| Najlepszy zawodnik (MVP) | Dmytro Janczuk    | Epicentr-Podolany Horodok  |
| Najlepszy rozgrywający   | Witalij Szczytkow | Epicentr-Podolany Horodok  |
| Najlepszy atakujący      | Dmytro Szapował   | Żytyczi-Polissia Żytomierz |
| Najlepszy przyjmujący    | Mykyta Łuban      | Żytyczi-Polissia Żytomierz |
| Najlepszy środkowy       | Ołeksandr Kowal   | Epicentr-Podolany Horodok  |
| Najlepszy libero         | Anatolij Chwasta  | Żytyczi-Polissia Żytomierz |
| Źródło:                  |                   |                            |